# Josh Penn
Pour les articles homonymes, voir Penn.
Josh Penn est un producteur de cinéma américain né en 1984.

## Biographie
Il fait ses études au Earlham College, dont il sort diplômé en gestion en 2006,.
Engagé politiquement, il a travaillé à la campagne "Obama for America" pour l'Élection présidentielle américaine de 2012, ainsi qu'aux campagnes pour l'élection au Sénat de Russ Feingold en 2006 et en 2010.
Il est actuellement membre du comité consultatif de Rooftop Films (en) (depuis avril 2008), producteur pour le collectif Court 13 (depuis janvier 2007), directeur artistique et président de Desolation Records (depuis septembre 2003).

## Filmographie
- 2008 : Glory at Sea de Benh Zeitlin
- 2012 : Tchoupitoulas de Bill Ross IV et Turner Ross (Documentaire)
- 2012 : Les Bêtes du sud sauvage de Benh Zeitlin
- 2014 : The Last Season de Sara Dosa (Documentaire)
- 2014 : The Great Invisible de Margaret Brown (Documentaire)
- 2014 : Tomorrow We Disappear de Jim Goldblum et Adam M. Weber (Documentaire)
- 2015 : Western de Bill Ross IV et Turner Ross (Documentaire)

## Distinctions
- Oscars 2013 : Nomination pour l'Oscar du meilleur film (Les Bêtes du sud sauvage), conjointement avec Dan Janvey et Michael Gottwald